# مینگریا
مینگریا دهستانی در استان آبیلای اسپانیا است.
در این دهستان ۵۰۶ نفر زندگی می‌کنند. مساحت این دهستان ۳۰٫۶۶ کیلومتر مربع است.

## نگارخانه

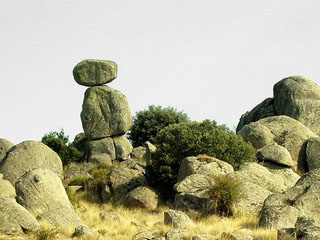
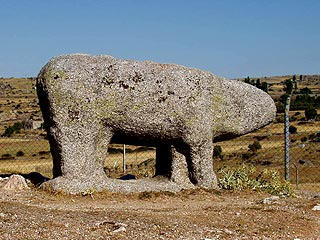
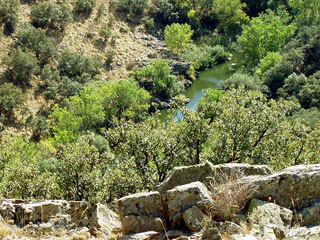
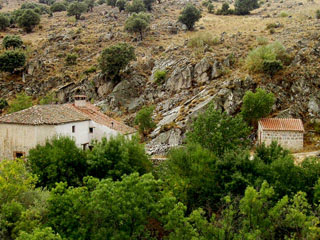